# Gúram Kòstava
Gúram Kòstava   (Tbilisi, 18 de juny de 1937 - 20 de juny de 2024) va ser un tirador d'esgrima georgià, especialista en espasa, que va competir sota bandera de la Unió Soviètica durant les dècades de 1950 i 1960.
El 1960 va prendre part en els Jocs Olímpics d'Estiu de Roma, on disputà dues proves del programa d'esgrima. En la prova d'espasa per equips guanyà la medalla de bronze, mentre en la d'espasa individual quedà eliminat en semifinals. Quatre anys més tard, als Jocs de Tòquio, tornà a disputar dues proves del programa d'esgrima. Guanyà la medalla de bronze en la prova d'espasa individual i fou setè en la d'espasa per equips.
En el seu palmarès també destaquen set medalles al Campionat del Món d'esgrima, dues d'or, dues de plata i tres de bronze, entre les edicions de 1959 i 1965, així com un campionat nacional.
Una vegada retirat va treballar com a entrenador als Emirats Àrabs Units.